# 向梁鐵路

浙赣铁路新建取直示意圖

向梁铁路是中国江西省南昌市南昌縣向塘鎮向塘西站通往南昌縣梁家渡鄉梁家渡站的铁路，長6千米，原為浙赣铁路的一部份。由於浙贛铁路電力化改造中對梁家渡站至潭崗站一段進行了新建取直；自2006年8月13日梁家渡至潭岗直通线特大桥线路启用後，浙赣铁路定線不再繞經向塘西站，而是採用新的直通线特大桥，原有線路段（向塘西站至梁家渡站一段）被取締並新名命為向梁铁路、向塘西站至潭崗站一段被取締並新名命為向潭铁路。
向梁铁路沿線只有向塘西站和梁家渡站兩個車站。